# Animesh Kujur
Animesh Kujur (Hindi अनिमेष कुजूर; * 2. Juni 2003) ist ein indischer Leichtathlet, der sich auf den Sprint spezialisiert hat und aktuell Inhaber des Landesrekordes über 200 Meter ist.

## Sportliche Laufbahn
Erste internationale Erfahrungen sammelte Animesh Kujur im Jahr 2025, als er bei den Asienmeisterschaften in Gumi mit neuem Landesrekord von 20,32 s auf Anhieb die Bronzemedaille im 200-Meter-Lauf hinter dem Japaner Towa Uzawa und Abdulaziz Abdui Atafi aus Saudi-Arabien gewann. Anschließend belegte er bei den World University Games in Bochum in 20,85 s den vierten Platz über 200 Meter und gewann mit der indischen 4-mal-100-Meter-Staffel in 38,89 s die Bronzemedaille hinter den Teams aus Südkorea und Südafrika.
2024 wurde Kujur indischer Meister im 200-Meter-Lauf sowie in der 4-mal-100-Meter-Staffel.

## Persönliche Bestleistungen
- 100 Meter: 10,27 s (0,0 m/s), 1. Juni 2024 in Salamanca
- 200 Meter: 20,32 s (+0,8 m/s), 31. Mai 2025 in Gumi (indischer Rekord)